# Mannlicher M1888
Il Mannlicher Modell 1888 era un fucile a otturatore scorrevole austro-ungarico impiegato dal 1888 al 1945 da diversi eserciti del mondo.

## Storia
Il fucile era l'evoluzione diretta del Mannlicher M1885 e del successivo M1886. Già dall'inizio della produzione del M1886 emerse la necessità e l'opportunità di un fucile di calibro più piccolo rispetto a quelli dell'epoca della polvere nera. Il M88 era praticamente identico ai predecessori: l'azionamento era basato sul sistema a ripetizione Mannlicher ad otturatore scorrevole e serbatoio integrale, alimentato a piastrine. La cartuccia invece era la nuova "piccola" 8 × 50 mm R, ancora caricata a polvere nera.

### M88/90
Pochi anni dopo la sua introduzione, il fucile venne convertito per l'uso di semi-infume, ricamerato per la munizione 8 × 52 mm R. La nuova versione venne ridenominata M1888/90.

### M90
In seguito, quando divennero disponibili le polveri completamente infumi, la cartuccia venne riportata alla configurazione 8 × 50 mm R ed il fucile fu portato allo standard M1890. Gli organi di mira dei Mannlicher esistenti a polvere nera vennero convertiti per le caratteristiche balistiche della nuova munizione applicando nuove ali graduate allo zoccolo dell'alzo. I fucili costruiti dopo il 1890 invece ebbero un nuovo alzo direttamente in fabbrica e vennero denominati M1890. Anche una certa quantità di Mannlicher M1886 in calibro 11 mm a polvere nera furono convertiti al calibro 8 mm ricevendo nuove canne ed organi di mira; queste armi erano denominate M1886/90.

## Utilizzatori
- Austria-Ungheria
- Prima repubblica austriaca
- Ecuador[2]
- Bulgaria
- Cina[3]
- Cecoslovacchia
- Germania: usato dal Volkssturm.
- Grecia
- Ungheria
- Italia
- Dinastia Qajar
- Filippine
- Seconda Repubblica di Polonia
- Siam: secondo gli archivi della Steyr Mannlicher, negli anni 1890 furono forniti al Siam 15.000 fucili M1888, alcuni dei quali erano fucili usati prelevati dagli stock militari austriaci[4].
- Cile[5]